# NGC 4106
NGC 4106 је спирална галаксија у сазвежђу Хидра која се налази на NGC листи објеката дубоког неба.
Деклинација објекта је - 29° 46' 6" а ректасцензија 12h 6m 45,5s. Привидна величина (магнитуда) објекта NGC 4106 износи 11,4 а фотографска магнитуда 12,3. Налази се на удаљености од 26,146 милиона парсека од Сунца. NGC 4106 је још познат и под ознакама ESO 440-56, MCG -5-29-14, AM 1204-292, PGC 38417.